# Bernhard von Gaza
Bernhard von Gaza (* 6. Mai 1881 in Koserow; † 25. September 1917 in Langemark-Poelkapelle) war ein deutscher Ruderer, der 1908 Olympiadritter im Einer wurde. Gegen Ende seines Lebens war er einer der bekanntesten deutschen Ruderer, der sich auch durch Publikationen über diesen Sport einen Namen gemacht hatte.

## Leben
Bernhard von Gaza von der Rudergesellschaft Wiking Berlin gewann bei der deutschen Meisterschaft im Rudern 1907 den Titel im Einer und zusammen mit Carl Ekkehard Ernst auch den Titel im Doppelzweier. 1908 belegte er den dritten Platz im Einer, konnte aber zusammen mit Ernst seinen Titel im Doppelzweier verteidigen.
Bei den Olympischen Spielen 1908 wurden die Ruderwettbewerbe auf der Themse bei Henley ausgetragen. Der Kurs war so schmal, dass nur jeweils zwei Boote gegeneinander antreten konnten. Bernhard von Gaza gewann seine ersten beiden Rennen gegen den Ungarn Ernő Killer und den Kanadier Lou Scholes. Im Kampf um den Finaleinzug unterlag von Gaza dem Engländer Harry Blackstaffe durch Aufgabe, nachdem sich sein Stemmbrett gelöst hatte. Im offiziellen Ergebnis wurden lediglich die Plätze eins (Harry Blackstaffe) und zwei (Alexander McCulloch) gewertet. Die beiden Ruderer Bernhard von Gaza und der Ungar Károly Levitzky, die im Rennen um den Finaleinzug unterlagen, werden aber analog zum Boxen in vielen Quellen als Olympiadritte geführt.
Bernhard von Gaza war 1911 zum zweiten Mal Deutscher Meister im Einer und belegte 1912 und 1913 jeweils den zweiten Platz hinter Kurt Hoffmann aus Mainz bzw. Friedrich Graf aus Heidelberg. Die Meisterschaft im Doppelzweier wurde nach einer Unterbrechung von 1909 bis 1912 im Jahr 1913 wieder ausgetragen. Bernhard von Gaza siegte zusammen mit Wenzel Joesten. Bei der Europameisterschaft in Gent belegten Joesten und von Gaza den dritten Platz.
Während des Ersten Weltkriegs wurde Bernhard von Gaza im Jahre 1914 vom Badischen Großherzog Friedrich II. „wegen besonderer Tapferkeit vor dem Feinde durch das Verdienstkreuz des Zähringer Löwen mit den Schwertern ausgezeichnet“. 1916 erhielt er außerdem das Eiserne Kreuz I. Klasse.
Im Jahre 1915 war Bernhard von Gaza durch eine Granate schwer verletzt worden, nahm aber nach seiner Rekonvaleszenz den Militärdienst wieder auf. Im September 1917 fiel er als Oberleutnant d. R. im Alter von 36 Jahren.

„Es war ein Grabenstück verloren gegangen. Er erhielt den Auftrag, es mit einer Sturmabteilung wieder zu nehmen. Das glückte auch. Die Engländer belegten darauf den Graben mit Trommelfeuer stärkster Art. Mit weit überlegenen Kräften griffen sie darauf an, überrannten und umzingelten den Graben. B. von Gaza war mit seinen Leuten eingeschlossen. Einer seiner Leute schlug sich durch und berichtete, daß er ihn am 24. schwer verwundet gesehen habe und daß er bei dem einsetzenden Trommelfeuer noch einige Granatsplitter in die Brust erhalten habe. Bis zum letzten Atemzug habe er wie ein Held gekämpft.“

## Schriften (Auswahl)
- Der Rudersport. Grethlein & Co., Leipzig 1916.[11]